# Neopanax macintyrei
Neopanax macintyrei är en araliaväxtart som först beskrevs av Thomas Frederic Cheeseman, och fick sitt nu gällande namn av David Frodin. Neopanax macintyrei ingår i släktet Neopanax och familjen Araliaceae. Inga underarter finns listade.